# Дюи (окръг, Южна Дакота)
Вижте пояснителната страница за други значения на Дюи.
Окръг Дюи (на английски: Dewey County) е окръг в щата Южна Дакота, Съединени американски щати. Площта му е 6334 km², а населението - 5835 души (2017). Административен център е град Тимбър Лейк.